# Dohaia
Dohaia es un género de foraminífero bentónico de la subfamilia Ilerdorbinae, de la familia Cyclolinidae, de la superfamilia Cyclolinoidea, del suborden Cyclolinina y del orden Loftusiida. Su especie tipo es Dohaia planata. Su rango cronoestratigráfico abarca desde el Cenomaniense hasta el Turoniense (Cretácico superior).

## Discusión
Clasificaciones previas incluían Dohaia en el suborden Textulariina y en el orden Textulariida.

## Clasificación
Dohaia incluye a la siguiente especie:
- Dohaia planata